# Country rock
Country rock je glasbena zvrst, sestavljena iz rocka in country glasbe. Elementi rocka so predvsem bobnarski ritem in zvok kitar - pa tudi stil igranja. Elementi countryja so predvsem melodika in večglasno petje - česar v rocku na takšen način ne poznamo. Za tovrstni zvok se uporabljajo predvsem kitare Fender Telecaster, Fender Stratocaster, ter dvanajststrunski Rickenbacker.  V šestdesetih so bili pionirji te glasbe Buffalo Springfield, The Byrds, Bob Dylan, Creedence Clearwater Revival, Poco, Neil Young, The Band. V sedemdesetih so bili tipični predstavniki Eagles, Linda Ronstadt, kasneje Tom Petty. V osemdesetih smo doživeli medsebojna sodelovanja velikanov, kot so Carl Perkins, George Harrison, Roy Orbison, Bob Dylan in podobni. Glasba, ki še posebej na ameriških tleh doživlja nove in nove preporode.

## Znani izvajalci
- Eagles
- Little Feat
- Linda Ronstadt
- The Byrds
- Tom Petty
- Flying Burrito Brothers
- Ozark Mountain Daredevils
- Ricky Nelson
- Marshall Tucker Band
- Lynyrd Skynyrd
- Molly Hatchet